# Sophie Marceau
Sophie Danièle Sylvie Maupu (París, 17 de noviembre de 1966), más conocida como Sophie Marceau, es una actriz, directora y escritora francesa. En su adolescencia, Marceau cosechó popularidad con su actuación en las películas La Boum (1980) y La Boum 2 (1982), recibiendo un Premio César a la mejor actriz revelación. Se convirtió en una estrella en Europa tras una sucesión de exitosas películas como L'Étudiante (1988), Pacific Palisades (1990), Fanfan (1993) y La hija de D’Artagnan (1994). Marceau logró repercusión internacional por su participación en producciones como Braveheart (1995), Firelight (1997) y la película del agente secreto James Bond The World Is Not Enough (1999).

## Primeros años
Es la segunda hija de Benoît Maupu, un conductor de camiones, y Simone Morisset, una dependiente. Sus padres se divorciaron cuando ella tenía nueve años de edad.

## Carrera cinematográfica

### Década de 1980
En febrero de 1980, Marceau participó en una sesión fotográfica para una agencia de modelaje. Al mismo tiempo, Françoise Menidrey, directora de casting de la película de Claude Pinoteau La Boum, le pidió a las agencias de modelos que le recomendaran a una nueva adolescente para el proyecto. Después de analizar a las candidatas, Alain Poiré, director de la Gaumont Film Company, contrató a Marceau. A los trece años debutó como protagonista en La Boum -expresión popular francesa que significa "La fiesta"- donde encarnó a Vic Berreton, una adolescente que experimenta la separación de sus padres mientras comienza a conocer el amor. La película fue un éxito de taquilla, no solamente en Francia, donde vendió cerca de cinco millones de entradas, sino también en otros países de Europa. En 1981, Marceau hizo su debut como cantante al lado de François Valéry en la canción "Dream in Blue", escrita por Pierre Delanoë. La actriz rechazó protagonizar la controversial película Beau-père, en la que debía interpretar a una adolescente que seduce a su padrastro. La actriz Ariel Besse se terminó quedando con el papel.
En 1982, a los quince años, Marceau renovó su contrato con Gaumont por un millón de francos. Ese mismo año participó en la secuela La Boum 2 y su trabajo mereció el premio César a la mejor actriz revelación de Francia de 1983. A los dieciséis años interpretó un papel más serio en la cinta Fort Saganne (1984) en la que compartió protagonismo con Gérard Depardieu y Catherine Deneuve. Ese mismo año actuó en Joyeuses Pâques junto a Jean-Paul Belmondo. En la cinta interpreta el papel de Julie, una joven que es seducida por Stephane, un casanova que está casado con Sophie. Al ser descubierto, este montará toda una farsa para hacer pasar a Julie como su hija. Bajo la dirección del director experimental Andrzej Zulawski (padre de su primer hijo llamado Vincent), actuó en varios filmes dramáticos, el primero: L'Amour braque (1985), un filme violento influenciado por la novela El idiota de Fiódor Dostoyevski donde interpreta el papel de Mary, una muchacha que convive entre una pandilla de psicópatas. En 1985 apareció en Police, una historia relacionada con el tráfico de drogas.
El año siguiente interpretó el papel de Lola, una joven que es acosada por un violador, en el drama Descente aux Enfers. Apareció luego en Chouans (1987), una novela épica; y en L'Étudiante (1988), cinta que narra la vida como estudiante universitaria de Valentine. Apareció en otro filme, Mes nuits sont plus belles que vos jours (1989) de Andrzej Zulawski, una historia entre la comedia y el drama donde encarna a Blanche, una vidente lanzada al estrellato que mantiene una relación con Lucas, un tipo que sufre de una enfermedad en el cerebro que lo lleva a la demencia.

### Década de 1990

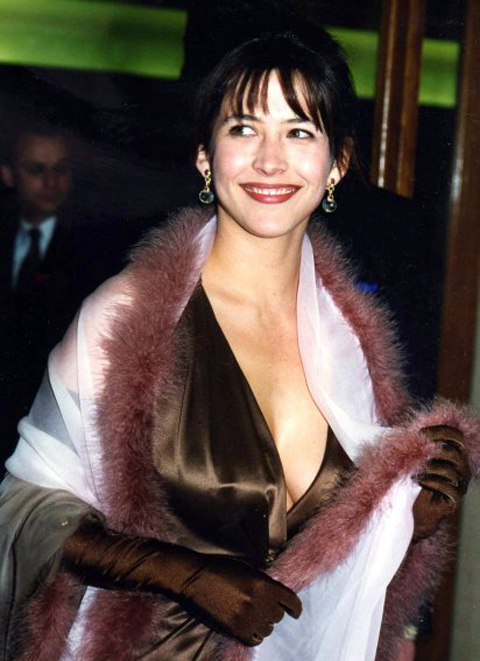
Sophie Marceau en los Premios César de 1996.

En 1990 apareció en Pacific Palisades, donde interpreta a Bernardette, una francesa perdida en América. El mismo año protagonizó la cinta dramática Pour Sasha. En 1991 protagonizó La Note bleue, una historia experimental de Zulawski sobre el músico Frédéric Chopin, y acto seguido apareció en los filmes Fanfan (1993) y La hija de D’Artagnan (1994).
La primera gran aparición de Sophie Marceau fuera del cine francés ocurrió en la exitosa y oscarizada película Braveheart (1995), junto a Mel Gibson, lo cual aumentó su fama como estrella de cine y representó su primer éxito en América. Gracias a Braveheart se dio a conocer internacionalmente y le permitió actuar en Más allá de las nubes de Michelangelo Antonioni. A esta le siguieron grandes producciones como Anna Karenina (1997), filmada en Rusia. Su regreso al cine francés se dio con la costosa producción de Vera Velmont Marquise (1997), filme que causó polémica debido a las declaraciones de Marceau, afirmando que "había vivido un infierno" durante su rodaje. Por su parte, Vera Velmont dijo no comprender sus comentarios. La película no tuvo el éxito esperado, aunque Sophie sobresale como bailarina en él.
Después de ese inconveniente, el guionista de Gladiator, William Nicholson, la dirigió en la romántica Firelight o conocida en España como A la luz del fuego. El filme fue bien recibido por la crítica y destacó en el Festival de Cine de San Sebastián, en el que ganó el premio especial del jurado. Después apareció en El sueño de una noche de verano (A Midsummer Night's Dream, 1999) y fue una chica Bond en The World Is Not Enough, además de aparecer en las películas Alex & Emma junto con Kate Hudson y Fidelity de Zulawski, junto con Guillaume Canet y Pascal Greggory (2000).

### Nuevo milenio y actualidad
También ha participado en grandes producciones francesas como Belphégor Le fantôme du Louvre (2001), gran éxito en la taquilla francesa. El director de Belphégor Jean-Paul Salomé luego la dirigió en Les femmes de l'ombre (2008). En el filme El secreto de Anthony Zimmer (2005) interpretó a una femme fatale.
En 2008 la actriz interpretó a una valiente madre soltera en LOL. En 2009 compartió el protagonismo con la actriz italiana Monica Bellucci en Ne te retourne pas, película que relata la extraña conexión entre dos mujeres que nunca en la vida se han visto. Ese mismo año se trasladó a la ciudad de Cartagena de Indias en Colombia para rodar la película dramática Cartagena, en la que interpreta a una mujer que queda postrada en la cama tras un terrible accidente y se vale de un exboxeador ebrio para que la cuide. En 2010 interpretó a una exitosa ejecutiva de negocios obligada a enfrentarse a su infeliz infancia en With Love... from the Age of Reason.
En 2012 encarnó a una mujer madura que se enamora perdidamente de un joven músico de jazz en Happiness Never Comes Alone. En 2013 apareció en Arrêtez-moi como una mujer que se presenta en una estación de policía y confiesa el asesinato de su abusivo esposo años atrás. En 2015 hizo parte del jurado en el Festival de Cannes.

## Autora y directora
En 1995, Marceau escribió una novela semiautobiográfica, Menteuse (traducción: Contando mentiras, publicada en 2001). Su obra ha sido descrita como "una exploración de la identidad femenina".
Su debut como directora cinematográfica de largometrajes fue con el filme Háblame de amor (Parlez-moi d'amour, 2002), por el cual ganó el premio al mejor director en el Festival de Montreal de 2002. También dirigió La disparue de Deauville (2007), filme protagonizado con el actor Christopher Lambert. El filme fue un fracaso en Francia, pero al parecer esto no la detuvo puesto que De l'autre côté du lit (2009) y LOL fueron un éxito en Francia. En 2007 dirigió su tercera película, Trivial, filme que también protagonizó.

## Vida personal

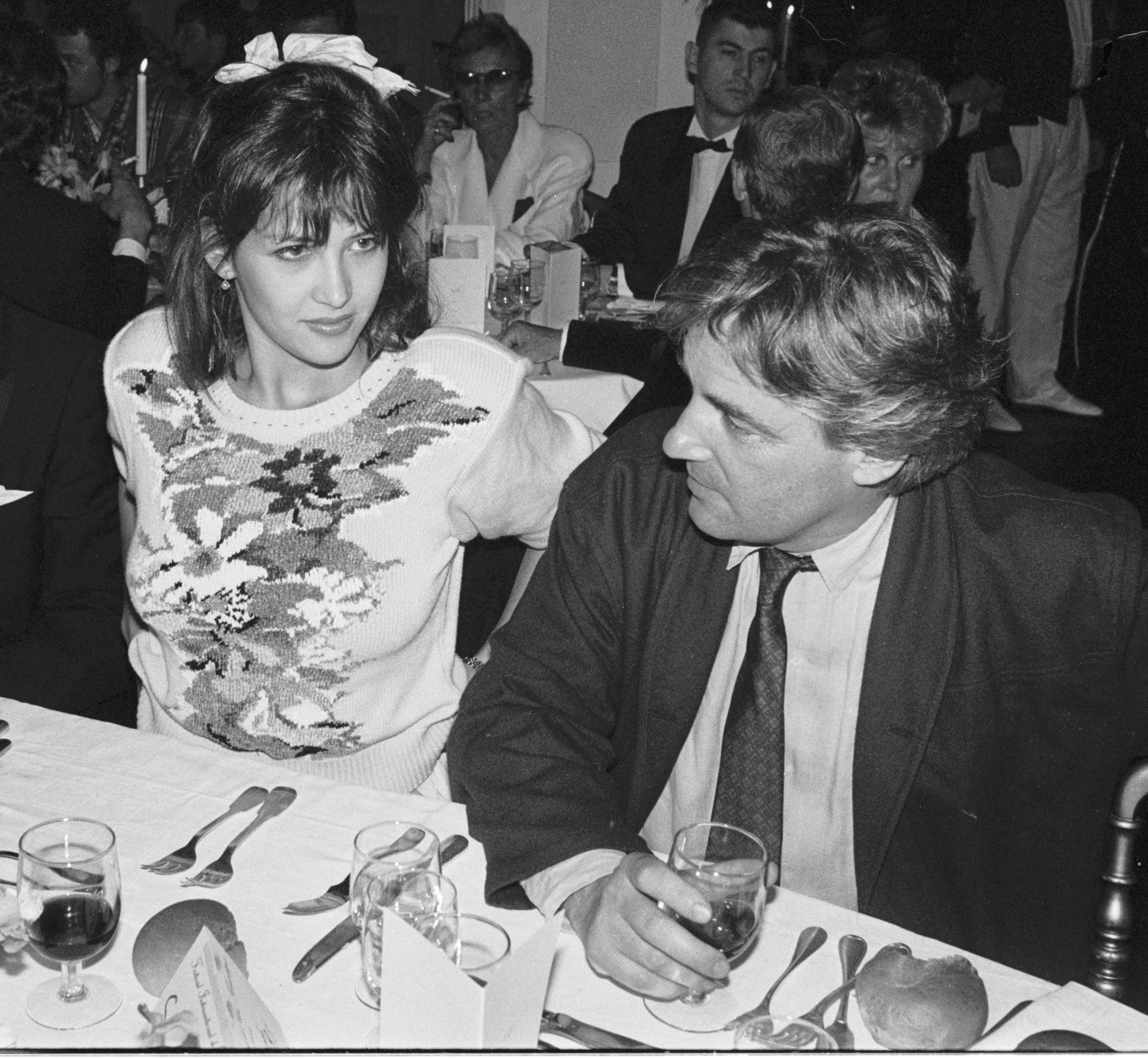
Sophie Marceau junto al director Andrzej Żuławski.

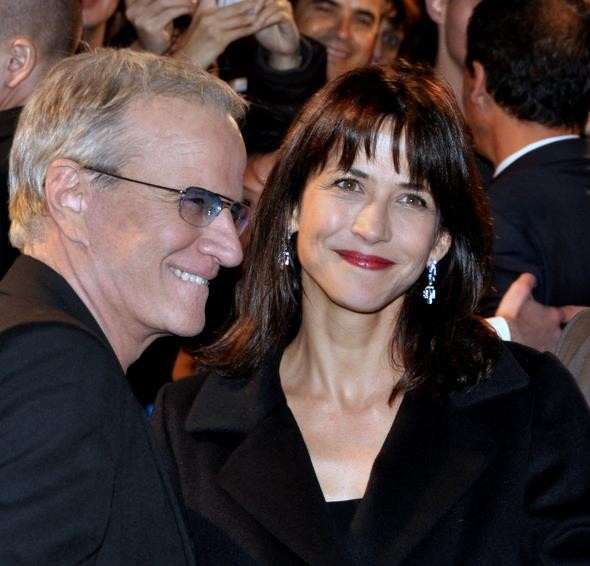
Marceau con su entonces pareja Christopher Lambert en el estreno de Skyfall, 2012.

Entre 1985 y 2001, Marceau mantuvo una relación con el director Andrzej Żuławski, habiendo participado en varias de sus películas. Su hijo Vincent nació en julio de 1995. En 2001 se separó de Żuławski y empezó una relación con el productor Jim Lemley. Tuvieron una hija, Juliette (nacida en junio de 2002 en Londres).
Marceau y Christopher Lambert empezaron a salir en 2007. Ambos actores aparecieron en las películas Trivial y Cartagena. Anunciaron su separación el 11 de julio de 2014.

## Filmografía

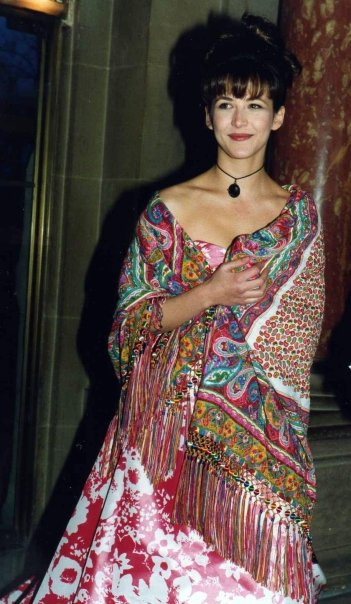
Marceau en la ceremonia de los Premios Molière en 1993.

### Como actriz
| Año  | Título                                      | Papel                     |
| ---- | ------------------------------------------- | ------------------------- |
| 1980 | La Boum                                     | Vic Beretton              |
| 1982 | La Boum 2                                   | Vic Beretton              |
| 1984 | Fort Saganne                                | Madeleine de Saint-Ilette |
| 1984 | Joyeuses Pâques                             | Julie                     |
| 1985 | L'amour braque                              | Mary                      |
| 1985 | Police                                      | Noria                     |
| 1986 | Descente aux enfers                         | Lola Kolber               |
| 1988 | L'Étudiante                                 | Valentine Ezquerra        |
| 1988 | Chouans!                                    | Céline                    |
| 1989 | My Nights Are More Beautiful Than Your Days | Blanche                   |
| 1990 | Pacific Palisades                           | Bernadette                |
| 1991 | Pour Sacha                                  | Laura                     |
| 1991 | La note bleue                               | Solange Sand              |
| 1993 | Fanfan                                      | Fanfan                    |
| 1994 | La hija de D’Artagnan                       | Eloísa                    |
| 1995 | Braveheart                                  | Isabel de Francia         |
| 1995 | Más allá de las nubes                       | Mujer en Portofino        |
| 1997 | Anna Karenina                               | Anna Karenina             |
| 1997 | Marquise                                    | Marquise du Parc          |
| 1997 | Firelight                                   | Élisabeth Laurier         |
| 1999 | Lost & Found                                | Lila Dubois               |
| 1999 | El sueño de una noche de verano             | Hipólita                  |
| 1999 | The World Is Not Enough                     | Elektra King              |
| 2000 | Fidelity                                    | Clélia                    |
| 2001 | Belphegor, Phantom of the Louvre            | Lisa                      |
| 2003 | Alex & Emma                                 | Polina Delacroix          |
| 2003 | I'm Staying!                                | Marie-Dominique Delpire   |
| 2003 | Les clefs de bagnole                        | La clapman                |
| 2004 | Nelly                                       | Nelly                     |
| 2005 | El secreto de Anthony Zimmer                | Chiara Manzoni            |
| 2007 | Trivial                                     | Lucie / Victoria          |
| 2008 | Les femmes de l'ombre                       | Louise Desfontaines       |
| 2008 | LOL                                         | Anne                      |
| 2008 | De l'autre côté du lit                      | Ariane Marciac            |
| 2009 | Ne te retourne pas                          | Jeanne                    |
| 2009 | Cartagena                                   | Muriel                    |
| 2010 | With Love... from the Age of Reason         | Marguerite                |
| 2012 | Happiness Never Comes Alone                 | Charlotte                 |
| 2013 | Arrêtez-moi                                 | La coupable               |
| 2014 | Quantum Love                                | Elsa                      |
| 2014 | The Missionaries                            | Judith Chabrier           |
| 2015 | Jailbirds                                   | Mathilde Leroy            |
| 2018 | Mrs. Mills                                  | Hélène                    |
| 2021 | Todo saldrá bien                            | Emmanuèle Bernheim        |
| 2021 | The Curse of Turandot                       | Reina de Malvia           |
| 2022 | Une femme de notre temps                    | Juliane Verbeke           |

### Como escritora y directora
| Año  | Título              |
| ---- | ------------------- |
| 1995 | L'aube à l'envers   |
| 2002 | Speak to Me of Love |
| 2007 | Trivial             |